# Neurocordulia virginiensis
Neurocordulia virginiensis là loài chuồn chuồn trong họ Corduliidae. Loài này được Davis mô tả khoa học đầu tiên năm 1927.